# Luc Govaerts

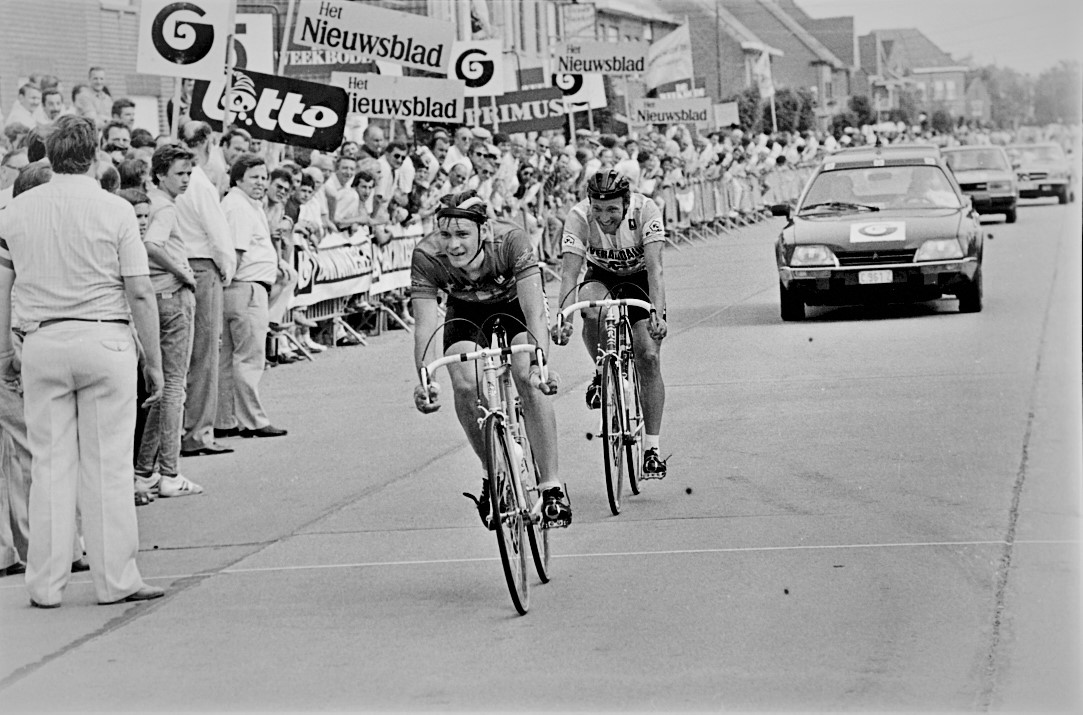
Luc Govaerts, 4. Juni 1985

Luc Govaerts (* 5. Januar 1959 in Brecht (Belgien)) ist ein ehemaliger belgischer Radrennfahrer und nationaler Meister im Radsport.

## Sportliche Laufbahn
Govaerts war im Straßenradsport und im Bahnradsport aktiv. Als Amateur gewann er 1981 die nationale Meisterschaft im Zweier-Mannschaftsfahren auf der Bahn mit Robert Hendrickx als Partner. In der Mannschaftsverfolgung wurde er Zweiter, im Dernyrennen Dritter der Meisterschaft. 1980 war er Vizemeister in der Einerverfolgung hinter Etienne Illegems geworden.
Von 1983 bis 1991 war er Berufsfahrer. 1984 gewann er eine Etappe der Herald Sun Tour, 1985 das Rennen Schaals Sels, 1987 den Circuit Franco-Belge und den Omloop van het Waasland. Dritter wurde er 1984 im Schaal Sels. Im Giro d’Italia 1983 wurde er 41., in der Tour de France 1984 109.
1990 gewann er die nationale Meisterschaft in der Einerverfolgung der Profis vor Johnny Macharis. 1991 wurde er Vizemeister im Steherrennen hinter Constant Tourné.